# Chobham
Chobham je anglická obec, vzdálená asi 15 minut jízdy vlakem od Londýna. Obcí protéká řeka Bourne. V obci se narodil hudebník Peter Gabriel, který mj. působil ve skupině Genesis. Podle názvu obce byl pojmenován známý kompozitní pancíř, používaný např. u tanků. 

## Historie
Obec Chobham se ve středověku původně nazývala Cebeham a byla v držení opatství Chertsey. Majetek činil jeden kostel, jednu kapli, 16 pluhů, 10 akrů (40 000 m²) luk, les, 130 vepřů. Na High Street je kostel sv. Vavřince. Jeho nejstarší části se datují do období okolo roku 1080, ale na tomto místě byl kostel už předtím. Je zasvěcen sv. Vavřinci, který byl umučen v Římě roku 258.
V Chobhamu byl v 19. stol. vojenský tábor, kde byli umístěni vojáci před odchodem do krymské války. Jejich tábor navštívila královna Viktorie. Když byla postavena železnice, tak vedla mimo obec Chobham a procházela okolními vesnicemi Sunningdale a Woking. Proto se Chobham nerozvíjel, zatímco obec Woking se rozrostla do velkého města.
Ve 20. století se obec stala známou kvůli továrně na tanky a stejnojmennému kompozitnímu pancéřování. Poloha Chobhamu mezi dálnicemi M3 a M25 a relativní blízkost letiště Heathrow způsobila zvýšení poptávky po pozemcích pro průmysl a bydlení, jakož i zvýšení návštěvnosti. Chobham má úspěšný fotbalový klub Chobham F.C., ragbyový klub Chobham Rugby Club, prosperující Cricket Club a střelecký Chobham & District Rifle Club, který oslavil v roce (2009) sté výročí.

## Významné osobnosti
- Peter Gabriel - hudebník,
- Simon Posford - hudebník,
- Nicholas Heath - arcibiskup z Yorku a lord kancléř Anglie.